# Fuck Me Jesus
Fuck Me Jesus è il primo ed unico demo della black metal band svedese dei Marduk.

## Il disco
Registrato e mixato ai Gorysound Studios, è stato pubblicato per la prima volta nel giugno 1991. Il 21 aprile 1995 fu ripubblicato da Osmose Productions sotto forma di CD e di 45 giri limitati a 700 copie numerate a mano; nel 1999 fu nuovamente pubblicato come CD con tre tracce bonus, e ancora nel 2006 come 33 giri limitato a 500 copie. La vendita di Fuck Me Jesus fu, a seguito della pubblicazione come CD, vietata in sette nazioni a causa della copertina blasfema che ritrae una ragazza che si masturba con un crocifisso. Le tracce Departure from the Mortals, The Black... e Within the Abyss furono ri-registrate e pubblicate sul debut album della band, Dark Endless. È stato missato da Dan Swanö.

## Tracce
1. Intro/Fuck me Jesus – 0:38
2. Departure from the Mortals – 3:18
3. The Black... – 4:04
4. Within the Abyss – 3:39
5. Outro/Shut Up and Suffer – 0:59

Tracce bonus
1. Dark Endless (demo version) – 3:51
2. In Conspiracy with Satan (Bathory cover) – 2:16
3. Woman of Dark Desires (Bathory cover) – 4:30

## Formazione
- Andreas Axelsson – voce
- Morgan Steinmeyer Håkansson – chitarra
- Rikard Kalm – basso
- Joakim Göthberg – batteria, voce